# Формула коплощади
Формула коплощади — интегральная формула, связывающая интеграл по области и интеграл по поверхностям уровней данной функции или отображения.
Принцип Кавальери является частным случаем формулы коплощади.
Для справедливости формулы коплощади функция и её область определения должны удовлетворять некоторым свойствам. Наиболее простой случай — гладкая функция, заданная на открытой области {\displaystyle \mathbb {R} ^{n}}.
Также она верна для липшицевых и соболевских функций.

## Формулировка
Пусть {\displaystyle \Omega } есть область в {\displaystyle \mathbb {R} ^{n}} и {\displaystyle u\colon \mathbb {R} ^{n}\to \mathbb {R} ^{k}} — липшицево отображение. Тогда формула коплощади имеет вид
{\displaystyle \int \limits _{\Omega }g(x)\cdot |\wedge ^{k}d_{x}u|\cdot dx=\int \limits _{\mathbb {R} ^{k}}dt\cdot \left(\int \limits _{u^{-1}(t)}g(x)\cdot dH_{n-k}\right),}
где {\displaystyle \wedge ^{k}d_{x}u} обозначает внешнее произведение {\displaystyle k} копий дифференциала {\displaystyle d_{x}u}, а {\displaystyle H_{n-k}} — {\displaystyle (n-k)}-мерная хаусдорфова мера.

## Частные случаи
- Для вещественнозначной функции {\displaystyle u}, формула коплощади имеет вид
{\displaystyle \int \limits _{\Omega }g(x)\cdot |\nabla u(x)|\cdot dx=\int \limits _{-\infty }^{\infty }dt\cdot \left(\int \limits _{u^{-1}(t)}g(x)\cdot dH_{n-1}\right),}

где {\displaystyle \nabla u} — градиент {\displaystyle u}.
- В случае {\displaystyle n=k}, мера Хаусдорфа {\displaystyle H_{n-k}=H_{0}} есть считающая мера, а {\displaystyle \wedge ^{k}d_{x}u} есть якобиан {\displaystyle u} в {\displaystyle x}. Поэтому формулу можно переписать следующим образом  
{\displaystyle \int \limits _{\Omega }g(x)\cdot |{\tfrac {\partial u}{\partial x}}|\cdot dx=\int \limits _{\mathbb {R} ^{k}}dt\cdot \left(\sum \limits _{x\in u^{-1}(t)}g(x)\right).}

Данная формула также называется формулой площади.